# Laver Cup 2019
Laver Cup 2019 là mùa giải thứ ba của Laver Cup, một giải đầu quần vợt nam giữa đội châu Âu và phần còn lại của thế giới. Giải được tổ chức ở mặt sân cứng trong nhà tại Palexpo ở Geneva, Thụy Sĩ từ ngày 20 đến 22 tháng 9.
Đội Châu Âu đã bảo vệ thành công danh hiệu của họ trong năm thứ ba liên tiếp, vô địch giải đấu với tỷ số 13−11.

## Lựa chọn cầu thủ
Vào ngày 13 tháng 12 năm 2018, Roger Federer và Rafael Nadal là những tay vợt đầu tiên xác nhận cho đội Châu Âu.

## Tay vợt tham gia
| Đội châu Âu             | Đội châu Âu |
| ----------------------- | ----------- |
| Đội trưởng: Björn Borg  |             |
| Đội phó: Thomas Enqvist |             |
| Tay vợt                 | Rank        |
| Rafael Nadal            | 2           |
| Roger Federer           | 3           |
| Dominic Thiem           | 5           |
| Alexander Zverev        | 6           |
| Stefanos Tsitsipas      | 7           |
| Fabio Fognini           | 11          |
| Roberto Bautista Agut   | 10          |

| Đội Thế giới             | Đội Thế giới |
| ------------------------ | ------------ |
| Đội trưởng: John McEnroe |              |
| Đội phó: Patrick McEnroe |              |
| Tay vợt                  | Xếp hạng     |
| Kevin Anderson           | 18           |
| John Isner               | 20           |
| Milos Raonic             | 24           |
| Nick Kyrgios             | 27           |
| Taylor Fritz             | 30           |
| Denis Shapovalov         | 33           |
| Jack Sock                | 210          |
| Jordan Thompson          | 53           |

|  | Rút lui   |
|  | Thay thế  |
|  | Alternate |

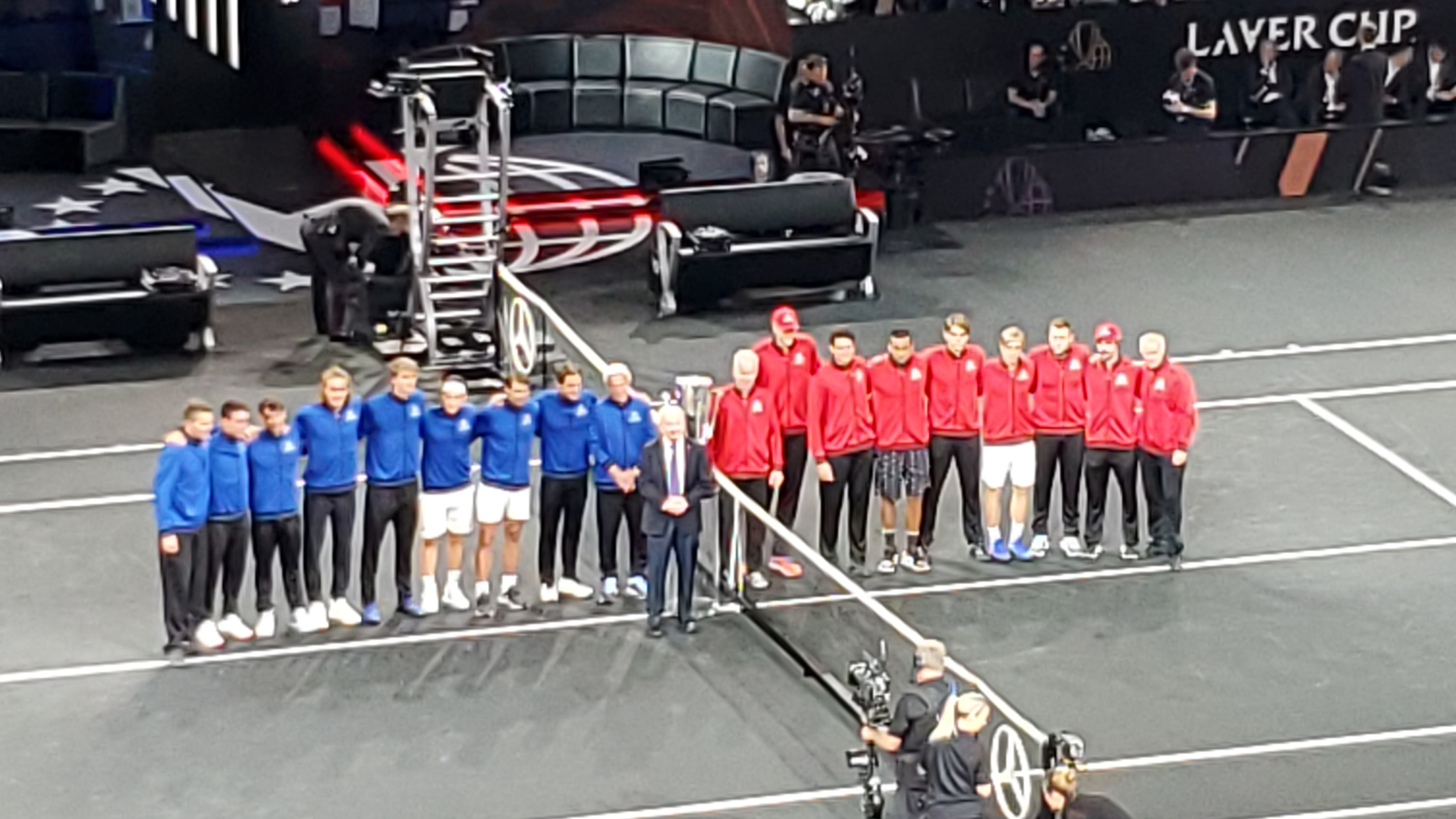
2019 Laver Cup teams, with Team Europe in blue and Team World in red. Opening ceremony with event's namesake Rod Laver.

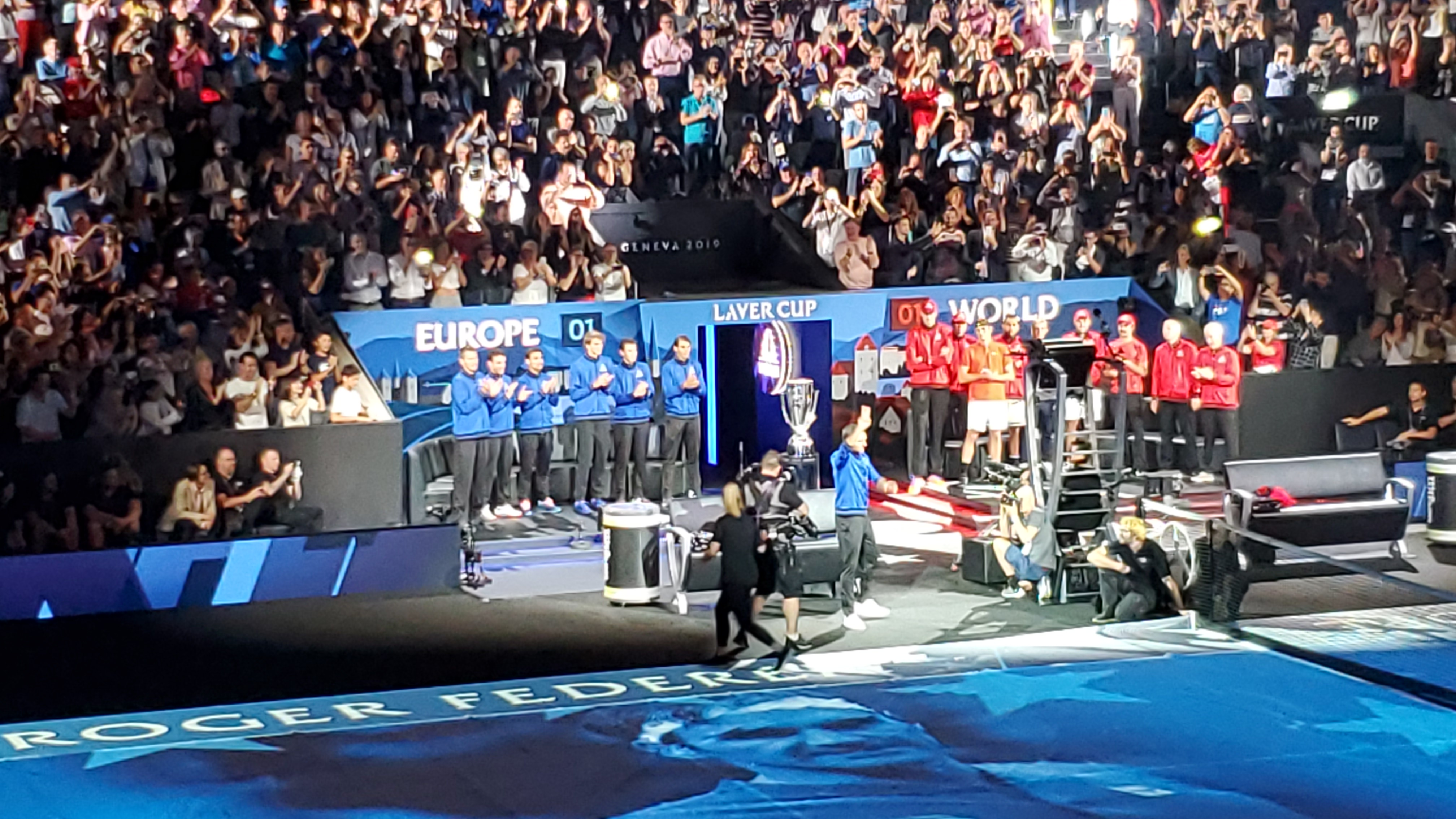
Roger Federer is being introduced.

- Singles rankings as of ngày 16 tháng 9 năm 2019.

## Các trận đấu
Mỗi trận thắng ở ngày thi đấu thứ 1 được 1 điếm, ở ngày thi đấu thứ 2 được 2 điếm, ở ngày thi đấu thứ 3 được 3 điếm. Đội đầu tiên giành 13 điểm thắng thì vô địch. Since four matches are played each day, there is a total of 24 points available. However, since 12 of the total points are earned on day 3, neither team can win prior to the final day of play.
| Ngày thi đấu | Ngày       | Thể loại trận đấu | Đội châu Âu                        | Đội Thế giới                 | Tỷ số                 | Điểm đội sau trận đấu |
| ------------ | ---------- | ----------------- | ---------------------------------- | ---------------------------- | --------------------- | --------------------- |
| 1            | 20 tháng 9 | Đơn               | Dominic Thiem                      | Denis Shapovalov             | 6–4, 5–7, [13–11]     | 1–0                   |
| 1            | 20 tháng 9 | Đơn               | Fabio Fognini                      | Jack Sock                    | 1–6, 6–7(3–7)         | 1–1                   |
| 1            | 20 tháng 9 | Đơn               | Stefanos Tsitsipas                 | Taylor Fritz                 | 6−2, 1−6, [10−7]      | 2−1                   |
| 1            | 20 tháng 9 | Đôi               | Roger Federer / Alexander Zverev   | Denis Shapovalov / Jack Sock | 6−3, 7−5              | 3−1                   |
| 2            | 21 tháng 9 | Đơn               | Alexander Zverev                   | John Isner                   | 7−6(7−2), 4−6, [1−10] | 3−3                   |
| 2            | 21 tháng 9 | Đơn               | Roger Federer                      | Nick Kyrgios                 | 6−7(5−7), 7−5, [10−7] | 5−3                   |
| 2            | 21 tháng 9 | Đơn               | Rafael Nadal                       | Milos Raonic                 | 6−3, 7−6(7−1)         | 7−3                   |
| 2            | 21 tháng 9 | Đôi               | Rafael Nadal / Stefanos Tsitsipas  | Nick Kyrgios / Jack Sock     | 4−6, 6−3, [6−10]      | 7−5                   |
| 3            | 22 tháng 9 | Đôi               | Roger Federer / Stefanos Tsitsipas | John Isner / Jack Sock       | 7−5, 4−6, [8−10]      | 7−8                   |
| 3            | 22 tháng 9 | Đơn               | Dominic Thiem                      | Taylor Fritz                 | 5−7, 7−6(7−3), [5−10] | 7−11                  |
| 3            | 22 tháng 9 | Đơn               | Roger Federer                      | John Isner                   | 6−4, 7−6(7−3)         | 10−11                 |
| 3            | 22 tháng 9 | Đơn               | Alexander Zverev                   | Milos Raonic                 | 6−4, 3−6, [10−4]      | 13−11                 |

## Thống kê tay vợt
| QG          | Tay vợt            | Đội      | Trận đấu | Điểm | Điểm | Điểm | Thắng-Bại | Thắng-Bại | Thắng-Bại |
| QG          | Tay vợt            | Đội      | Trận đấu | Tổng | Đơn  | Đôi  | Tổng      | Đơn       | Đôi       |
| ----------- | ------------------ | -------- | -------- | ---- | ---- | ---- | --------- | --------- | --------- |
| Úc          | Nick Kyrgios       | Thế giới | 0        | 0–0  | 0–0  | 0–0  | 0–0       | 0–0       | 0–0       |
| Áo          | Dominic Thiem      | Châu Âu  | 1        | 1–0  | 0–0  | 1–0  | 1–0       | 0–0       | 1–0       |
| Canada      | Milos Raonic       | Thế giới | 0        | 0–0  | 0–0  | 0–0  | 0–0       | 0–0       | 0–0       |
| Canada      | Denis Shapovalov   | Thế giới | 2        | 0–1  | 0–1  | 0–2  | 0–1       | 0–1       | 0–2       |
| Đức         | Alexander Zverev   | Châu Âu  | 1        | 0–0  | 1–0  | 1–0  | 0–0       | 1–0       | 1–0       |
| Hy Lạp      | Stefanos Tsitsipas | Châu Âu  | 1        | 1–0  | 0–0  | 1–0  | 1–0       | 0–0       | 1–0       |
| Ý           | Fabio Fognini      | Châu Âu  | 1        | 0–1  | 0–0  | 0–1  | 0–1       | 0–0       | 0–1       |
| Tây Ban Nha | Rafael Nadal       | Châu Âu  | 0        | 0–0  | 0–0  | 0–0  | 0–0       | 0–0       | 0–0       |
| Thụy Sĩ     | Roger Federer      | Châu Âu  | 1        | 0–0  | 1–0  | 1–0  | 0–0       | 1–0       | 1–0       |
| Hoa Kỳ      | Taylor Fritz       | Thế giới | 1        | 0–1  | 0–0  | 0–1  | 0–1       | 0–0       | 0–1       |
| Hoa Kỳ      | John Isner         | Thế giới | 0        | 0–0  | 0–0  | 0–0  | 0–0       | 0–0       | 0–0       |
| Hoa Kỳ      | Jack Sock          | Thế giới | 2        | 1–0  | 0–1  | 1–1  | 1–0       | 0–1       | 1–1       |